# Championnat du monde de polo 1992
Navigation
Édition précédente Édition suivante
Le championnat du monde de polo 1992, troisième édition du championnat du monde de polo, a lieu du 4 au 12 avril 1992 à Santiago, au Chili. Il est remporté par l'Argentine.